# Кератоконус

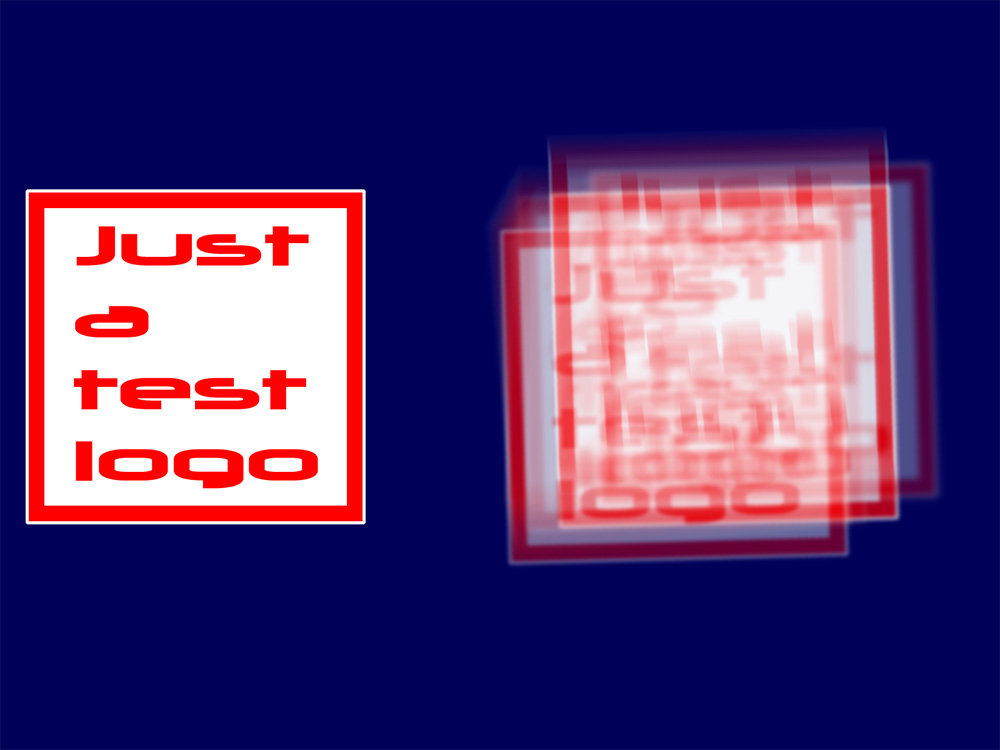
Симуляція: зліва — нормальний зір, справа — при кератоконусі 4-ї стадії

Кератоконус — конічне випинання рогівки в її центрі, що розвивається під час статевого дозрівання, веде до зміни анатомії і топографії рогівки, що у свою чергу спричиняє прогресуюче зниження гостроти зору.

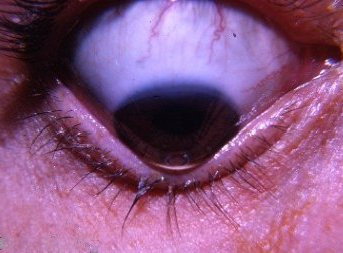
Конічна форма рогівки є характерною для кератоконусу

Захворювання виявляється в молодому віці у працездатного населення, і питання лікування кератоконуса є однією з ключових тем у сучасній офтальмології.
Захворювання проявляється зниженням зору через розвиток астигматизму й короткозорості. Пацієнти скаржаться на необхідність частої зміни оптичної сили окулярів і появу непереносимості м'яких контактних лінз. Характерним є те, що описані скарги спочатку стосуються тільки одного ока.
При подальшому розвитку кератоконуса астигматизм посилюється, і корекція зору стає неможливою. Рогівка дедалі більше потоншується до критичних величин. Наступає момент, коли товщина рогівки стає настільки малою, що не в змозі підтримувати баланс внутрішнього й зовнішнього тиску. Розвивається набряк рогівки, ситуація стає небезпечною для цілісності ока.
Рання стадія захворювання до останнього часу важко діагностувалася і часто пропускалася.
Останнім часом, завдяки появі нових технологій дослідження рогівки кератоконус діагностується частіше і на ранніх стадіях. Сучасні методи дослідження рогівки дозволяють одержувати повну топографічну карту передньої й задньої поверхні рогівки (що особливо важливо, тому що первісні зміни проявляються саме на задній поверхні), визначати її товщину в будь-якій точці з точністю до 1 мікрона.

## Лікування
На ранніх стадіях для корекції зору використовують контактні лінзи, при прогресуванні рекомендована наскрізна кератопластика.
В останнє десятиліття з'явилась можливість терапевтичного лікування кератоконусу. Це метод крос-лінкінга або ультрафіолетове зрощення (UltraViolet — Crosslinking — UV –X).
Сутність методу полягає в наступному: Під впливом спеціально змодельованого та дозованого ультрафіолетового світла (А спектра) відбувається фотохімічна реакція іонізації з виділенням вільного атомарного кисню. Атомарний кисень викликає перехресне зв'язування в молекулах колагену, які є каркасом рогівки, в єдину тривимірну сітку. Це призводить до значного підвищення щільності тканин рогівки. Кератоконус зупиняється.
Для проведення процедури використовується лампа Зайлера.